# 黎明化工研究院
黎明化工研究院，简称黎明院，又称黎明化工研究设计院有限责任公司，始建于1965年，由北京、上海、天津、沈阳等4个化工研究院組成。是一家中华人民共和国科研机构，从事化学推进剂及原材料研究开发。是中国化工科学研究院所属的科研院所之一。1999年，转制为科技型企业，现隶属于中国化工集团公司。

## 概述
1965年，相关部室整合建制，将北京化工研究院五所、上海化工研究院一室、天津化工研究院无机三室和沈阳化工研究院五室合并，搬迁至青海大通县，组建了中国唯一专门从事化学推进剂及原材料研究开发的科研机构，隶属于中华人民共和国化学工业部直属。1977年10月，根据中央领导的批示内迁洛阳。1999年7月，转制为科技型企业，隶属于中国昊华化工总公司，主要从事化工新材料和国防化工专用产品的研发、设计、生产。黎明院是中国聚氨酯工业协会理事长单位，中国无机盐协会过氧化物分会会长单位，国防化工专用产品军用标准化归口单位，全国塑料标准技术委员会聚氨酯塑料分技术委员会秘书处承担单位。2000年取得了高分子化学与物理，化工工艺两个专业的硕士学位授予权。2005年，通过国家武器装备科研生产单位二级保密资格认证。
黎明院主要领域包括有过氧化氢、聚氨酯、化学推进剂及原材料、氟化物四大专业领域。在过氧化氢领域，蒽醌法制过氧化氢技术是其最具影响力的技术，1978年荣获全国科学大会奖，1985年和1995年先后两次荣获国家科技进步二等奖。在化学推进剂领域，研制成功一甲肼，成功地用于“东方红三号”通讯卫星、神舟飞船升空回收试验和历次“神舟”号发射。以硝酸酯为主要成分研制了鱼雷燃料。

## 管理

### 党委
1965年3月，成立中共化学工业部黎明化工研究所委员会，隶属于石油化学工业部。 
- 书记（缺，1965年3月至1966年5月）
- 副书记：王孝恩（1965年3月至1966年5月）

1966年5月-1967年10月，由于文化大革命，党组织受到破坏，实行军管。1967年10月至1972年4月，成立中共黎明化工研究所革命委员会核心小组。
- 组长：王理法（1967年10月-1970年12月）；瓮远（1970年12月至1972年4月）。

1972年4月至1976年10月，担任中共黎明化工研究所委员会。
- 书记：瓮远（1972年4月-1974年1月）、范炳昌（1974年1月-1976年10月）
- 副书记：邓增军（1972年4月至1976年10月）

1977年，黎明院搬迁洛阳。1983年11月搬迁完成，后更名为中共化学工业部黎明化工研究院委员会，隶属于中共洛阳市委。
- 书记：范炳昌（1976年10月-1977年12月）
- 副书记：李俊贤（1976年2月至1977年12月）

1977年12月-1983年10月，中共黎明化工研究所委员会。
- 书记：范炳昌（1977年12月-1982年4月）、于乃奇（1982年4月-1983年10月）
- 副书记：李俊贤（1977年12月-1979年7月）、段云生（1979年10月-1983年10月）、孙家勤（1979年10月-1983年10月）、赵明文（1979年10月-1983年10月）
- 纪检组长：段云生（1981年3月-1983年10月）

1983年10月至1987年6月，第二届中共黎明化工研究院委员会。
- 书记：于乃奇（1983年10月-1985年1月）、丁德富（1985年1月-1987年6月）
- 副书记：赵明文（1983年10月-1987年6月）

1987年6月-1995年1月，第三届委员会。
- 书记：丁德富（1987年6月-1990年6月）、郑保安（1992年9月-1995年1月）
- 副书记：赵明文（1987年6月-1995年7月）、徐国民（1992年9月-1995年1月）

第四届： 
- 书记：郑保安（1995年1月-6月）、徐国民（1995年6月-1996年3月）
- 副书记：赵明文（1995年1月-1996年3月）、徐国民（1995年1月-6月）

### 所长
1965年3月至1966年5月
- 所长（缺，1965年3月至1966年5月）
- 副所长：金经真、李冰（1965年3月至1966年5月）

1966年5月-1967年10月
- 所长（缺，1966年5月-1967年10月）
- 副所长：金经真、李冰（1966年5月-1967年10月）

1967年10月至1976年10月，成立黎明化工研究所革命委员会
- 主任：瓮远（1970年10月至1974年1月）；范炳昌（1974年1月至1976年10月）；
- 副主任：金经真（1967年10月至1968年12月）、张春生（1967年10月-1970年11月）、张春敏（1976年2月-1976年10月）、邓志亮（1976年2月-10月）

1976年10月-1979年6月，黎明化工研究所革命委员会。
- 主任：范炳昌（1976年1月-1979年6月）
- 副主任：张春敏（1976年10月-12月）、邓志亮（1976年10月-12月）

1979年7月至1996年3月，黎明化工研究院。 
- 院长：李俊贤（1979年7月-1983年5月）、丁德富（1985年1月-1986年6月）、郑保安（1986年6月-1996年3月）
- 副院长：孙家勤（1979年7月-1982年12月）、胡长诚（1979年7月-1983年5月）、赵明文（1979年7月-1983年5月）、刘钰（1979年7月-1985年1月）、郑保安（1983年5月-1986年6月）、张荣炳（1985年1月-1996年3月）、滕大鹏（1985年1月-1996年3月）、徐归德（1992年9月-1996年3月）、李志强（1995年6月-1996年3月）、祝伟（1995年6月-1996年3月）
- 总工程师：李俊贤（1979年7月-1992年9月）、胡忠伟（1992年9月-1996年3月）